# Henrik Nordbrandt
Henrik Nordbrandt (Frederiksberg, 21 marzo 1945 – 31 gennaio 2023) è stato uno scrittore, poeta e orientalista danese.

## Biografia
Nato nel 1945 a Frederiksberg, dopo aver abbandonato l'università studiò autonomamente culture e lingue asiatiche (cinese, turco e arabo) vivendo spesso fuori dalla Danimarca, nella zona del bacino del Mediterraneo, anche per ragioni di salute.
A partire dal suo esordio nel 1966 con la raccolta di liriche Digte diede alle stampe numerose collezioni di poesie oltre a libri per ragazzi, saggi, narrativa gialla e un libro di cucina.
Particolarmente apprezzato in patria e all'estero, ottenne numerosi riconoscimenti il più importante dei quali è stato il Nordisk råds litteraturpris nel 2000.
Nordbrandt è morto il 31 gennaio 2023.

## Opere tradotte in italiano

### Poesia
- Il nostro amore è come Bisanzio (scelta di poesie), Roma, Donzelli, 2000 traduzione di Bruno Berni ISBN 88-7989-541-9.
- La casa di Dio (Guds hus, 1977), Ferrara, Kolibris, 2014 traduzione di Bruno Berni ISBN 978-88-96263-69-3.

## Premi e riconoscimenti
- Svenska Akademiens nordiska pris: 1990
- Nordisk råds litteraturpris: 2000 per Drømmebroer